# 아라우 WSB역
아라우 WSB역(독일어: Bahnhof Aarau WSB)은 스위스 아르가우주의 주도인 아라우 지자체에 있는 기차역이다. 아르가우 교통의 1,000mm 미터궤 쇠프트란트-아라우-멘치켄선의 주요 중간 지점이다. 역은 스위스 연방 철도의 노선으로 주요 환승역이며, SBB역 남쪽에서 힌터레 반호프슈트라세 건너편에 위치해 있다. 두 역의 역 건물과 플랫폼은 보행자 공동 지하도로 연결된다.
역에는 세 개의 선로가 있으며, 측면 승강장과 섬 승강장이 있다.

## 역사
쇠프트란트-아라우-멘치켄선은 1901년에 개통한 아라우-쇠프트란트 철도(AS)와 1904년에 개통한 비넨탈 철도(WTB)라는 두 회사에 의해 두 개의 별도 노선으로 건설되었다. 처음에는 두 노선 모두 출발점이 있었다. SBB역 북쪽 거리에 있다. 1924년에 WTB는 SBB 철도 노선의 남쪽에 있는 현재의 WSB역 부지에 자체 터미널역을 열었고, AS는 북쪽에 있는 정류장까지 계속 달렸으며, 따라서 WTB와 AS 사이의 직접적인 연결은 상실되었다는 것을 의미했다.
1958년 AS 및 WTB 회사가 합병되어 비넨탈과 주어렌탈 철도(WSB) 회사가 탄생했다. 1967년에 이전 AS 지점은 SBB역 남쪽에 있는 이전 WTB역으로 이어지는 260m 터널로 도심 도로 선로로 이전되어 통과 역과 현재 이름을 채택했다. 2010년 구 WTB 선로에서 역과 주어 사이를 가로질러 운행하던 구간이 폐쇄되고, 폐쇄된 SBB 표준궤 지선의 이전 경로 우측으로 평행하게 운행되는 신규 노선으로 대체되었다. 2018년에 WSB는 아르가우 교통 AG(AVA)이지만, 역은 WSB 접미사를 유지했다.

## 운행편
다음 서비스는 아라우 WSB에서 정차한다.
- 아르가우 S-반 S14 : 쇤프트란트와 멘치켄 사이를 15분 간격으로 운행한다.